# Lijst van voetbalinterlands Ethiopië - Somalië
Deze lijst van voetbalinterlands is een overzicht van alle officiële voetbalwedstrijden tussen de nationale teams van Ethiopië en Somalië. De landen hebben tot op heden zes keer tegen elkaar gespeeld. De eerste wedstrijd, een groepswedstrijd tijdens de CECAFA Cup 1995, vond plaats op 3 december 1995 in Jinja (Oeganda). Het laatste duel, een kwalificatiewedstrijd voor het Wereldkampioenschap voetbal 2014, werd gespeeld in Addis Abeba op 16 november 2011.

## Wedstrijden
| № | Plaats      | Datum            | Competitie           | Wedstrijd          | Uitslag |
| - | ----------- | ---------------- | -------------------- | ------------------ | ------- |
| 1 | Jinja       | 3 december 1995  | CECAFA Cup 1995      | Somalië − Ethiopië | 0 − 5   |
| 2 | Kampala     | 21 november 2000 | CECAFA Cup 2000      | Somalië − Ethiopië | 1 − 2   |
| 3 | Arusha      | 7 december 2002  | CECAFA Cup 2002      | Ethiopië − Somalië | 0 − 1   |
| 4 | Kigali      | 5 december 2005  | CECAFA Cup 2005      | Ethiopië − Somalië | 3 − 1   |
| 5 | Djibouti    | 12 november 2011 | WK 2014 kwalificatie | Somalië − Ethiopië | 0 − 0   |
| 6 | Addis Abeba | 16 november 2011 | WK 2014 kwalificatie | Ethiopië − Somalië | 5 − 0   |

## Samenvatting
| Competitie      | Totaal gespeeld | Winst Ethiopië | Gelijk | Winst Somalië | Doelsaldo Ethiopië – Somalië |
| --------------- | --------------- | -------------- | ------ | ------------- | ---------------------------- |
| WK-kwalificatie | 2               | 1              | 1      | 0             | 5 − 0                        |
| CECAFA Cup      | 4               | 3              | 0      | 1             | 10 − 3                       |
| Totaal          | 6               | 4              | 1      | 1             | 15 − 3                       |

Wedstrijden bepaald door strafschoppen worden, in lijn met de FIFA, als een gelijkspel gerekend.
EFF · 
A-internationals · 
Ethiopisch vrouwenelftal · Olympisch elftal
1940 – 1949 · 
1950 – 1959 · 
1960 – 1969 · 
1970 – 1979 · 
1980 – 1989 · 
1990 – 1999 · 
2000 – 2009 · 
2010 – 2019 ·
2020 − 2029
Algerije ·
Angola ·
Benin ·
Botswana ·
Burkina Faso ·
Burundi ·
Centraal-Afrikaanse Republiek ·
Comoren ·
Congo-Brazzaville ·
Congo-Kinshasa ·
Djibouti ·
Egypte ·
Ghana ·
Griekenland ·
Guinee ·
Guinee-Bissau ·
Guyana ·
Israël ·
Ivoorkust ·
Jemen ·
Joegoslavië ·
Kaapverdië ·
Kameroen ·
Kenia ·
Lesotho ·
Liberia ·
Libië ·
Madagaskar ·
Malawi ·
Mali ·
Marokko ·
Mauritanië ·
Mauritius ·
Mozambique ·
Namibië ·
Niger ·
Nigeria ·
Oeganda ·
Rwanda ·
Sao Tomé en Principe ·
Senegal ·
Seychellen ·
Sierra Leone ·
Soedan ·
Somalië ·
Tanzania ·
Togo ·
Tsjaad ·
Tunesië ·
Turkije ·
Zambia ·
Zimbabwe ·
Zuid-Afrika ·
Zuid-Jemen ·
Zuid-Soedan
SFF · A-internationals
1970-1979 ·
1980-1989 ·
1990-1999 ·
2000-2009 ·
2010-2019 ·
2020-2029
1972 ·
1973 · 
1974 · 
1975 · 
1976 · 
1977 · 
1978 · 
1979 ·
1980 · 
1981 ·
1982 · 
1983 · 
1984 · 
1985 · 
1986 · 
1987 ·
1988 ·
1989 ·
1990 ·
1991 ·
1992 ·
1993 ·
1994 · 
1995 · 
1996 ·
1997 ·
1998 ·
1999 · 
2000 · 
2001 · 
2002 · 
2003 · 
2004 · 
2005 · 
2006 · 
2007 · 
2008 · 
2009 · 
2010 · 
2011 · 
2012 ·
2013 ·
2014 ·
2015 ·
2016 ·
2017 ·
2018 ·
2019 ·
2020 ·
2021 ·
2022 ·
2023
Algerije ·
Botswana ·
Burundi ·
China ·
Djibouti ·
Egypte ·
Eritrea ·
Ethiopië ·
Ghana ·
Guinee ·
Kameroen ·
Kenia ·
Libanon ·
Malawi ·
Marokko ·
Mauritanië ·
Mozambique ·
Niger ·
Oeganda ·
Oman ·
Rwanda ·
Sierra Leone ·
Soedan ·
Swaziland ·
Tanzania ·
Tunesië ·
Zambia ·
Zimbabwe ·
Zuid-Soedan